# Plectiscidea prolata
Plectiscidea prolata är en stekelart som beskrevs av Dasch 1992. Plectiscidea prolata ingår i släktet Plectiscidea och familjen brokparasitsteklar. Inga underarter finns listade i Catalogue of Life.